# Linia kolejowa Kalinkowicze – Łuniniec
Linia kolejowa Kalinkowicze – Łuniniec – linia kolejowa na Białorusi łącząca stację Kalinkowicze ze stacją Łuniniec. Jest to fragment linii Homel - Kalinkowicze - Łuniniec - Żabinka.
Linia znajduje się w obwodach homelskim i brzeskim.
Na całej długości linia jest niezelektryfikowana. Odcinki Kalinkowicze - Kalinkowicze Zachodnie oraz Łachwa - Łuniniec są dwutorowe, a pozostała część (Kalinkowicze Zachodnie - Łachwa) jednotorowa.

## Historia
Linia powstała w 1886 w czasach carskich jako część drogi żelaznej poleskiej i do końca I wojny światowej leżała w Rosji. W latach 1918–1939 położona była w Polsce oraz w Związku Sowieckim (granica znajdowała się na Słuczy, pomiędzy Mikaszewiczami a Żytkowiczami), a następnie w całości w Związku Sowieckim (1945 - 1991). Od 1991 leży na Białorusi.